# Abraxas maculicincta
Abraxas maculicincta är en fjärilsart som beskrevs av Walker 1866. Abraxas maculicincta ingår i släktet Abraxas och familjen mätare. Inga underarter finns listade i Catalogue of Life.